# Alex Fábregas
Alexandre „Alex“ Fábregas Carne oder katalanisch Alexandre „Àlex“ Fàbregas i Carne (* 25. Oktober 1980 in Barcelona) ist ein ehemaliger spanischer Hockeyspieler. Er gewann 2008 mit der spanischen Nationalmannschaft die olympische Silbermedaille. 2006 war er Weltmeisterschaftsdritter sowie 2003 und 2007 Europameisterschaftszweiter und 2005 Europameister. 

## Karriere
Der Mittelfeldspieler spielte von 2003 bis 2012 in der spanischen Nationalmannschaft. 2003 fand die Europameisterschaft in Barcelona statt. In der Vorrunde belegten die Spanier den zweiten Platz hinter der deutschen Mannschaft, wobei sie im direkten Vergleich mit 2:3 unterlagen. Nach dem Halbfinalsieg über die niederländische Auswahl mit 5:2 trafen die Spanier im Finale erneut auf die deutsche Mannschaft und verloren mit 4:5 im Siebenmeterschießen. 2004 bei den Olympischen Spielen in Athen gewannen die Spanier ihre Vorrundengruppe vor den Deutschen. Nach einer 3:6-Niederlage gegen die australische Mannschaft im Halbfinale trafen die Spanier im Spiel um den dritten Platz wieder auf die Deutschen und unterlagen 3:4 nach Sudden Death in der Nachspielzeit durch ein Tor von Björn Michel.
2005 bei der Europameisterschaft in Leipzig trafen die Spanier im Halbfinale auf die deutsche Mannschaft und gewannen 3:2, im Finale bezwangen sie die Niederländer mit 4:2. Im Jahr darauf fand auch die Weltmeisterschaft 2006 in Deutschland statt und zwar in Mönchengladbach. Die Spanier belegten in der Vorrunde den zweiten Platz hinter den Australiern. Im Halbfinale unterlagen sie den Deutschen nach Siebenmeterschießen, gewannen aber die Bronzemedaille durch ein 3:2 gegen die südkoreanische Mannschaft. 2007 bei der Europameisterschaft in Manchester bezwangen die Spanier im Halbfinale die deutsche Mannschaft nach Verlängerung und Penaltyschießen. Im Finale unterlagen sie den Niederländern mit 2:3. Bei den Olympischen Spielen 2008 unterlagen die Spanier in der Vorrunde den Deutschen mit 0:1, belegten aber den ersten Platz ihrer Vorrundengruppe. Im Halbfinale besiegten die Spanier die Australier mit 3:2. Im Finale trafen sie wieder auf das deutsche Team und verloren mit 0:1.
Bei der Europameisterschaft 2009 in Amstelveen gewannen die Spanier ihre Vorrundengruppe. Nach einer 2:1-Niederlage im Halbfinale gegen die deutsche Mannschaft verloren die Spanier das Spiel um die Bronzemedaille mit 1:6 gegen die Niederländer. 2010 belegte Fábregas mit der spanischen Mannschaft den fünften Platz bei der Weltmeisterschaft in Neu-Delhi. Bei seiner dritten Olympiateilnahme 2012 in London erreichten die Spanier in der Vorrunde nur den dritten Platz hinter den Australiern und den Briten. Nach einer Niederlage gegen die Belgier im Platzierungsspiel belegten die Spanier den sechsten Platz.
Alex Fábregas spielte in der spanischen Liga für den Real Club de Polo de Barcelona, den spanischen Meister 2002, 2003, 2007 und 2008. In der Nationalmannschaft und im Verein spielte er mit seinem Cousin Kiko Fábregas zusammen. Seine Onkel   Eduardo Fábregas, Francisco Fábregas und Jorge Fábregas nahmen gleichfalls an Olympischen Spielen teil. 